# Grand Prix Turcji 2010
Grand Prix Turcji 2010 – siódma runda Mistrzostw Świata Formuły 1 w sezonie 2010.

## 800-setne Grand Prix Ferrari
Zespół Scuderia Marlboro Ferrari podczas tego weekendu na Istanbul Park świętował swój osiemsetny wyścig z cyklu Grand Prix Formuły 1. Zespół Ferrari wystawił pierwsze bolidy podczas drugiej rundy mistrzostw w Grand Prix Monako w pierwszym sezonie cyklu Formuły 1 w 1950 roku.

## Lista startowa
Na niebieskim tle kierowcy biorący udział jedynie w piątkowych treningach
| Nr | Kierowca           | Zespół                       | Samochód          | Silnik               | Opony |
| -- | ------------------ | ---------------------------- | ----------------- | -------------------- | ----- |
| 1  | Jenson Button      | Vodafone McLaren Mercedes    | McLaren MP4-25    | Mercedes-Benz FO108X | B     |
| 2  | Lewis Hamilton     | Vodafone McLaren Mercedes    | McLaren MP4-25    | Mercedes-Benz FO108X | B     |
| 3  | Michael Schumacher | Mercedes GP Petronas F1 Team | Mercedes MGP W01  | Mercedes-Benz FO108X | B     |
| 4  | Nico Rosberg       | Mercedes GP Petronas F1 Team | Mercedes MGP W01  | Mercedes-Benz FO108X | B     |
| 5  | Sebastian Vettel   | Red Bull Racing              | Red Bull RB6      | Renault RS27-2010    | B     |
| 6  | Mark Webber        | Red Bull Racing              | Red Bull RB6      | Renault RS27-2010    | B     |
| 7  | Felipe Massa       | Scuderia Marlboro Ferrari    | Ferrari F10       | Ferrari 056          | B     |
| 8  | Fernando Alonso    | Scuderia Marlboro Ferrari    | Ferrari F10       | Ferrari 056          | B     |
| 9  | Rubens Barrichello | AT&T WilliamsF1 Team         | Williams FW32     | Cosworth CA2010      | B     |
| 10 | Nico Hülkenberg    | AT&T WilliamsF1 Team         | Williams FW32     | Cosworth CA2010      | B     |
| 11 | Robert Kubica      | Renault F1 Team              | Renault R30       | Renault RS27-2010    | B     |
| 12 | Witalij Pietrow    | Renault F1 Team              | Renault R30       | Renault RS27-2010    | B     |
| 14 | Adrian Sutil       | Force India Formula One Team | Force India VJM03 | Mercedes-Benz FO108X | B     |
| 15 | Vitantonio Liuzzi  | Force India Formula One Team | Force India VJM03 | Mercedes-Benz FO108X | B     |
| 16 | Sébastien Buemi    | Scuderia Toro Rosso          | Toro Rosso STR5   | Ferrari 056          | B     |
| 17 | Jaime Alguersuari  | Scuderia Toro Rosso          | Toro Rosso STR5   | Ferrari 056          | B     |
| 18 | Jarno Trulli       | Lotus F1 Racing              | Lotus T127        | Cosworth CA2010      | B     |
| 19 | Heikki Kovalainen  | Lotus F1 Racing              | Lotus T127        | Cosworth CA2010      | B     |
| 20 | Karun Chandhok     | HRT F1 Team                  | Hispania F110     | Cosworth CA2010      | B     |
| 21 | Bruno Senna        | HRT F1 Team                  | Hispania F110     | Cosworth CA2010      | B     |
| 21 | Sakon Yamamoto     | HRT F1 Team                  | Hispania F110     | Cosworth CA2010      | B     |
| 22 | Pedro de la Rosa   | BMW Sauber F1 Team           | BMW Sauber C29    | Ferrari 056          | B     |
| 23 | Kamui Kobayashi    | BMW Sauber F1 Team           | BMW Sauber C29    | Ferrari 056          | B     |
| 24 | Timo Glock         | Virgin Racing                | Virgin VR-01      | Cosworth CA2010      | B     |
| 25 | Lucas Di Grassi    | Virgin Racing                | Virgin VR-01      | Cosworth CA2010      | B     |
| Nr | Kierowca           | Zespół                       | Samochód          | Silnik               | Opony |

## Wyniki

### Sesje treningowe
| Sesja | Nr | Kierowca         | Konstruktor      | Czas     | Okr. |
| ----- | -- | ---------------- | ---------------- | -------- | ---- |
| 1     | 2  | Lewis Hamilton   | McLaren-Mercedes | 1:28,653 | 20   |
| 2     | 1  | Jenson Button    | McLaren-Mercedes | 1:28,280 | 30   |
| 3     | 5  | Sebastian Vettel | Red Bull-Renault | 1:27,086 | 18   |

### Kwalifikacje
Źródło: Wyprzedź Mnie!
| Poz. | Nr | Kierowca           | Konstruktor          | Q1       | Q2       | Q3       | Poz. s. |
| --- | --- | ------------------ | -------------------- | -------- | -------- | -------- | ------- |
| 1 | 6 | Mark Webber        | Red Bull-Renault     | 1:27,500 | 1:26,818 | 1:26,295 | 1       |
| 2 | 2 | Lewis Hamilton     | McLaren-Mercedes     | 1:27,667 | 1:27,013 | 1:26,433 | 2       |
| 3 | 5 | Sebastian Vettel   | Red Bull-Renault     | 1:27,067 | 1:26,729 | 1:26,760 | 3       |
| 4 | 1 | Jenson Button      | McLaren-Mercedes     | 1:27,555 | 1:27,277 | 1:26,781 | 4       |
| 5 | 3 | Michael Schumacher | Mercedes             | 1:27,756 | 1:27,438 | 1:26,857 | 5       |
| 6 | 4 | Nico Rosberg       | Mercedes             | 1:27,649 | 1:27,141 | 1:26,952 | 6       |
| 7 | 11 | Robert Kubica      | Renault              | 1:27,766 | 1:27,426 | 1:27,039 | 7       |
| 8 | 7 | Felipe Massa       | Ferrari              | 1:27,993 | 1:27,200 | 1:27,082 | 8       |
| 9 | 12 | Witalij Pietrow    | Renault              | 1:27,620 | 1:27,387 | 1:27,430 | 9       |
| 10 | 23 | Kamui Kobayashi    | BMW Sauber-Ferrari   | 1:28,158 | 1:27,434 | 1:28,122 | 10      |
| 11 | 14 | Adrian Sutil       | Force India-Mercedes | 1:27,951 | 1:27,525 | –        | 11      |
| 12 | 8 | Fernando Alonso    | Ferrari              | 1:27,857 | 1:27,612 | –        | 12      |
| 13 | 22 | Pedro de la Rosa   | BMW Sauber-Ferrari   | 1:28,147 | 1:27,879 | –        | 13      |
| 14 | 16 | Sébastien Buemi    | Toro Rosso-Ferrari   | 1:28,534 | 1:28,273 | –        | 14      |
| 15 | 9 | Rubens Barrichello | Williams-Cosworth    | 1:28,336 | 1:28,392 | –        | 15      |
| 16 | 17 | Jaime Alguersuari  | Toro Rosso-Ferrari   | 1:28,460 | 1:28,540 | –        | 16      |
| 17 | 10 | Nico Hülkenberg    | Williams-Cosworth    | 1:28,227 | 1:28,841 | –        | 17      |
| 18 | 15 | Vitantonio Liuzzi  | Force India-Mercedes | 1:28,958 | –        | –        | 18      |
| 19 | 18 | Jarno Trulli       | Lotus-Cosworth       | 1:30,237 | –        | –        | 19      |
| 20 | 19 | Heikki Kovalainen  | Lotus-Cosworth       | 1:30,519 | –        | –        | 20      |
| 21 | 24 | Timo Glock         | Virgin-Cosworth      | 1:30,744 | –        | –        | 21      |
| 22 | 21 | Bruno Senna        | HRT-Cosworth         | 1:31,266 | –        | –        | 22      |
| 23 | 25 | Lucas Di Grassi    | Virgin-Cosworth      | 1:31,989 | –        | –        | PIT     |
| 24 | 20 | Karun Chandhok     | HRT-Cosworth         | 1:32,060 | –        | –        | 24      |
| Poz. | Nr | Kierowca           | Konstruktor          | Q1       | Q2       | Q3       | Poz. s. |
| \| Legenda \| Legenda \| \| ------------------------ \| ---------------------------------------------------------------------------------------------------------------------------------------------------------------------------------------------------------------------------------------------------------------- \| \| Poz. Nr Q1 Q2 Q3 Poz. s. \| Pozycja zajęta w sesji kwalifikacyjnej Numer startowy kierowcy Wynik uzyskany w pierwszej części kwalifikacji Wynik uzyskany w drugiej części kwalifikacji Wynik uzyskany w trzeciej części kwalifikacji Pozycja startowa po uwzględnięniu kar, przesunięć, itp. \| | |                    |                      |          |          |          |         |
| Legenda | |                    |                      |          |          |          |         |
| Poz. Nr Q1 Q2 Q3 Poz. s. | Pozycja zajęta w sesji kwalifikacyjnej Numer startowy kierowcy Wynik uzyskany w pierwszej części kwalifikacji Wynik uzyskany w drugiej części kwalifikacji Wynik uzyskany w trzeciej części kwalifikacji Pozycja startowa po uwzględnięniu kar, przesunięć, itp. |                    |                      |          |          |          |         |

### Wyścig
Źródło: Wyprzedź Mnie!
| P                 | + / –     | Nr | Kierowca           | Konstruktor          | Okr. | Czas / Strata    | Komentarz          |
| ----------------- | --------- | -- | ------------------ | -------------------- | ---- | ---------------- | ------------------ |
| 1                 | 1         | 2  | Lewis Hamilton     | McLaren-Mercedes     | 58   | 1h28m47,620      |                    |
| 2                 | 2         | 1  | Jenson Button      | McLaren-Mercedes     | 58   | +0:02,645        |                    |
| 3                 | 2         | 6  | Mark Webber        | Red Bull-Renault     | 58   | +0:24,285        |                    |
| 4                 | 1         | 3  | Michael Schumacher | Mercedes             | 58   | +0:31,110        |                    |
| 5                 | 1         | 4  | Nico Rosberg       | Mercedes             | 58   | +0:32,266        |                    |
| 6                 | 1         | 11 | Robert Kubica      | Renault              | 58   | +0:32,824        |                    |
| 7                 | 1         | 7  | Felipe Massa       | Ferrari              | 58   | +0:36,635        |                    |
| 8                 | 4         | 8  | Fernando Alonso    | Ferrari              | 58   | +0:46,544        |                    |
| 9                 | 2         | 14 | Adrian Sutil       | Force India-Mercedes | 58   | +0:49,029        |                    |
| 10                | Bez zmian | 23 | Kamui Kobayashi    | BMW Sauber-Ferrari   | 58   | +1:05,650        |                    |
| 11                | 2         | 22 | Pedro de la Rosa   | BMW Sauber-Ferrari   | 58   | +1:05,944        |                    |
| 12                | 4         | 17 | Jaime Alguersuari  | Toro Rosso-Ferrari   | 58   | +1:07,800        |                    |
| 13                | 5         | 15 | Vitantonio Liuzzi  | Force India-Mercedes | 57   | +1 okr.          |                    |
| 14                | 1         | 9  | Rubens Barrichello | Williams-Cosworth    | 57   | +1 okr. (02,251) |                    |
| 15                | 6         | 12 | Witalij Pietrow    | Renault              | 57   | +1 okr. (26,897) |                    |
| 16                | 2         | 16 | Sébastien Buemi    | Toro Rosso-Ferrari   | 57   | +1 okr. (18,728) |                    |
| 17                | Bez zmian | 10 | Nico Hülkenberg    | Williams-Cosworth    | 57   | +1 okr. (09,488) |                    |
| 18                | 3         | 24 | Timo Glock         | Virgin-Cosworth      | 55   | +3 okr.          |                    |
| 19                | Bez zmian | 25 | Lucas Di Grassi    | Virgin-Cosworth      | 55   | +3 okr. (28,758) |                    |
| 20                | 4         | 20 | Karun Chandhok     | HRT-Cosworth         | 52   | +6 okr.          | ciśnienie paliwa   |
| Niesklasyfikowani |           |    |                    |                      |      |                  |                    |
|                   |           | 21 | Bruno Senna        | HRT-Cosworth         | 46   |                  | ciśnienie paliwa   |
|                   |           | 5  | Sebastian Vettel   | Red Bull-Renault     | 39   |                  | kolizja z Webberem |
|                   |           | 19 | Heikki Kovalainen  | Lotus-Cosworth       | 33   |                  | układ hydrauliczny |
|                   |           | 18 | Jarno Trulli       | Lotus-Cosworth       | 32   |                  | układ hydrauliczny |
| P                 | + / –     | Nr | Kierowca           | Konstruktor          | Okr. | Czas / Strata    | Komentarz          |

### Najszybsze okrążenie
Źródło: Wyprzedź Mnie!
| Nr | Kierowca        | Konstruktor | Czas     | Okr. |
| -- | --------------- | ----------- | -------- | ---- |
| 12 | Witalij Pietrow | Renault     | 1:29,165 | 57   |

## Prowadzenie w wyścigu
| Nr                              | Kierowca       | Okrążenia    | Suma |
| ------------------------------- | -------------- | ------------ | ---- |
| 6                               | Mark Webber    | 1-15, 18-39  | 37   |
| 1                               | Jenson Button  | 16-17, 48    | 3    |
| 2                               | Lewis Hamilton | 40-47, 49-58 | 18   |
| \| Wykres \| \| ------ \| \| \| |                |              |      |
| Wykres                          |                |              |      |
|                                 |                |              |      |

## Klasyfikacja po wyścigu

### Kierowcy
| P  | +/− | Kierowca           | Starty | Punkty | P1 | P2 | P3 | PP | NO | NS |
| -- | --- | ------------------ | ------ | ------ | -- | -- | -- | -- | -- | -- |
| 1  | 0   | Mark Webber        | 7      | 93     | 2  | 1  | 1  | 4  | 2  | –  |
| 2  | +2  | Jenson Button      | 7      | 88     | 2  | 1  | –  | –  | –  | 1  |
| 3  | +4  | Lewis Hamilton     | 7      | 84     | 1  | 1  | 1  | –  | 2  | –  |
| 4  | −1  | Fernando Alonso    | 7      | 79     | 1  | 1  | –  | –  | 1  | –  |
| 5  | −3  | Sebastian Vettel   | 7      | 78     | 1  | 1  | 1  | 3  | 1  | 2  |
| 6  | −1  | Felipe Massa       | 7      | 67     | –  | 1  | 1  | –  | –  | –  |
| 7  | −1  | Robert Kubica      | 7      | 67     | –  | 1  | 1  | –  | –  | –  |
| 8  | 0   | Nico Rosberg       | 7      | 66     | –  | –  | 2  | –  | –  | –  |
| 9  | 0   | Michael Schumacher | 7      | 34     | –  | –  | –  | –  | –  | 1  |
| 10 | 0   | Adrian Sutil       | 7      | 22     | –  | –  | –  | –  | –  | –  |
| 11 | 0   | Vitantonio Liuzzi  | 7      | 10     | –  | –  | –  | –  | –  | 2  |
| 12 | 0   | Rubens Barrichello | 7      | 7      | –  | –  | –  | –  | –  | 1  |
| 13 | 0   | Witalij Pietrow    | 7      | 6      | –  | –  | –  | –  | 1  | 3  |
| 14 | 0   | Jaime Alguersuari  | 7      | 3      | –  | –  | –  | –  | –  | –  |
| 15 | +1  | Sébastien Buemi    | 7      | 1      | –  | –  | –  | –  | –  | 3  |
| 16 | +2  | Kamui Kobayashi    | 7      | 1      | –  | –  | –  | –  | –  | 5  |
| 17 | −2  | Nico Hülkenberg    | 7      | 1      | –  | –  | –  | –  | –  | 2  |
| 18 | −1  | Pedro de la Rosa   | 6      | 0      | –  | –  | –  | –  | –  | 4  |
| 19 | 0   | Heikki Kovalainen  | 6      | 0      | –  | –  | –  | –  | –  | 3  |
| 20 | 0   | Karun Chandhok     | 7      | 0      | –  | –  | –  | –  | –  | 2  |
| 21 | 0   | Lucas Di Grassi    | 7      | 0      | –  | –  | –  | –  | –  | 4  |
| 22 | +1  | Jarno Trulli       | 6      | 0      | –  | –  | –  | –  | –  | 2  |
| 23 | −1  | Bruno Senna        | 7      | 0      | –  | –  | –  | –  | –  | 5  |
| 24 | 0   | Timo Glock         | 6      | 0      | –  | –  | –  | –  | –  | 4  |
| P  | +/− | Kierowca           | Starty | Punkty | P1 | P2 | P3 | PP | NO | NS |

### Konstruktorzy
| P  | +/− | Konstruktor          | Starty | Punkty | P1 | P2 | P3 | PP | NO | NS |
| -- | --- | -------------------- | ------ | ------ | -- | -- | -- | -- | -- | -- |
| 1  | +2  | McLaren-Mercedes     | 14     | 172    | 3  | 2  | 1  | –  | 2  | 1  |
| 2  | −1  | Red Bull-Renault     | 14     | 171    | 3  | 2  | 2  | 7  | 3  | 2  |
| 3  | −1  | Ferrari              | 14     | 146    | 1  | 2  | 1  | –  | 1  | –  |
| 4  | 0   | Mercedes             | 14     | 100    | –  | –  | 2  | –  | –  | 1  |
| 5  | 0   | Renault              | 14     | 73     | –  | 1  | 1  | –  | 1  | 3  |
| 6  | 0   | Force India-Mercedes | 14     | 32     | –  | –  | –  | –  | –  | 2  |
| 7  | 0   | Williams-Cosworth    | 14     | 8      | –  | –  | –  | –  | –  | 3  |
| 8  | 0   | Toro Rosso-Ferrari   | 14     | 4      | –  | –  | –  | –  | –  | 3  |
| 9  | 0   | BMW Sauber-Ferrari   | 13     | 1      | –  | –  | –  | –  | –  | 9  |
| 10 | 0   | Lotus-Cosworth       | 12     | 0      | –  | –  | –  | –  | –  | 7  |
| 11 | 0   | HRT-Cosworth         | 14     | 0      | –  | –  | –  | –  | –  | 7  |
| 12 | 0   | Virgin-Cosworth      | 13     | 0      | –  | –  | –  | –  | –  | 8  |
| P  | +/− | Konstruktor          | Starty | Punkty | P1 | P2 | P3 | PP | NO | NS |